# Reinder Blaauw
Reinhard Berend (Reinder) Blaauw (Scheemda, 4 maart 1994) is een Nederlands politicus namens de PVV. Hij was in 2023 lid van de Provinciale Staten van Groningen. Sinds 6 december 2023 is hij lid van de Tweede Kamer der Staten-Generaal. Daar is Blaauw woordvoerder onderwijs en wetenschap.

## Opleiding en werk
Blaauw heeft havo gedaan aan het Dollard College in Winschoten en van 2017 tot 2021 communicatie aan de Hanzehogeschool Groningen. Daarnaast was hij van 2010 tot 2023 verkoopmedewerker bij een groente- en fruitwinkel.
Max Aardema · Reinder Blaauw · Maikel Boon · Vincent van den Born · Martin Bosma · Willem Boutkan · René Claassen · Patrick Crijns · Marco Deen · Teun van Dijck · Emiel van Dijk · Eric Esser · Chris Faddegon · Dion Graus · Peter van Haasen · Hidde Heutink · Patrick van der Hoeff · Léon de Jong · Alexander Kops · Gidi Markuszower · Rachel van Meetelen · Jeremy Mooiman · Edgar Mulder · Jeanet Nijhof-Leeuw · Joeri Pool · Dennis Ram · Robert Rep · Raymond de Roon · Peter Smitskam · Folkert Thiadens · Nico Uppelschoten · Jan Valize · Martine van der Velde · Elmar Vlottes · Marina Vondeling · Henk de Vree · Geert Wilders
- Parlement.com: vm6tcs6qvtxa